# Wojciech Buczak
Wojciech Buczak (ur. 6 lutego 1955 w Rzeszowie) – polski związkowiec i polityk, samorządowiec, od 2013 do 2014 przewodniczący sejmiku podkarpackiego, poseł na Sejm VIII kadencji.

## Życiorys
W 1980 ukończył studia na Politechnice Rzeszowskiej. W tym samym roku podjął zatrudnienie w biurze konstrukcyjnym Wytwórni Sprzętu Komunikacyjnego „PZL-Rzeszów”, a także wstąpił do „Solidarności”. Po wprowadzeniu stanu wojennego współpracował z podziemiem, zajmował się m.in. dystrybucją wydawnictw drugiego obiegu. Od 1989 jest etatowym działaczem związkowym, od 1992 był wiceprzewodniczącym, a w 1998 objął stanowisko przewodniczącego zarządu Regionu Rzeszów NSZZ „S”.
Był działaczem Ruchu Społecznego AWS. Pełnił funkcję radnego sejmiku podkarpackiego I kadencji z listy Akcji Wyborczej Solidarność, w trakcie której kierował klubem radnych AWS. W 2006 bez powodzenia ubiegał się o ponowny wybór z listy Prawa i Sprawiedliwości, mandat objął jednak około roku później w miejsce Kazimierza Jaworskiego. Utrzymał go w 2010 na IV kadencję. Po przejęciu przez PiS władzy w samorządzie województwa w 2013 został wybrany na przewodniczącego sejmiku, utracił to stanowisko po niespełna roku. W 2014 ponownie wybrany na radnego województwa, 28 listopada tego samego roku powołany na funkcję wicemarszałka w nowym zarządzie.
W 2015 wystartował w wyborach parlamentarnych do Sejmu z listy PiS w okręgu rzeszowskim. Otrzymał 18 202 głosy, uzyskując tym samym mandat posła na Sejm VIII kadencji. W wyborach samorządowych w 2018 był kandydatem Prawa i Sprawiedliwości na prezydenta Rzeszowa, zajmując 2. miejsce z wynikiem 28,86% głosów (nie doszło do II tury). W wyborach w 2019 nie uzyskał poselskiej reelekcji.
Wszedł w skład komitetu wspierającego kandydaturę Karola Nawrockiego na prezydenta RP w wyborach w 2025.

## Odznaczenia i wyróżnienia
Został honorowym obywatelem Sokołowa Małopolskiego. Wyróżniony przez „Tygodnik Solidarność” tytułem „Człowieka Roku 2015”. W 2016 odznaczony Krzyżem Wolności i Solidarności.